# 24 Pułk Artylerii Przeciwlotniczej
24 Pułk Artylerii Przeciwlotniczej (24 paplot) – oddział artylerii przeciwlotniczej ludowego Wojska Polskiego.
Sformowany w 1967 roku na bazie 24 Dywizjonu Artylerii Przeciwlotniczej. Wchodził w skład 10 Dywizji Pancernej. Stacjonował w garnizonie Lubliniec.  Rozformowany w 1981.

## Skład organizacyjny
Dowództwo i sztab
- bateria dowodzenia
  - pluton rozpoznawczy
  - pluton łączności
  - pluton RSWP
- 4 baterie przeciwlotnicze
  - 2 plutony ogniowe

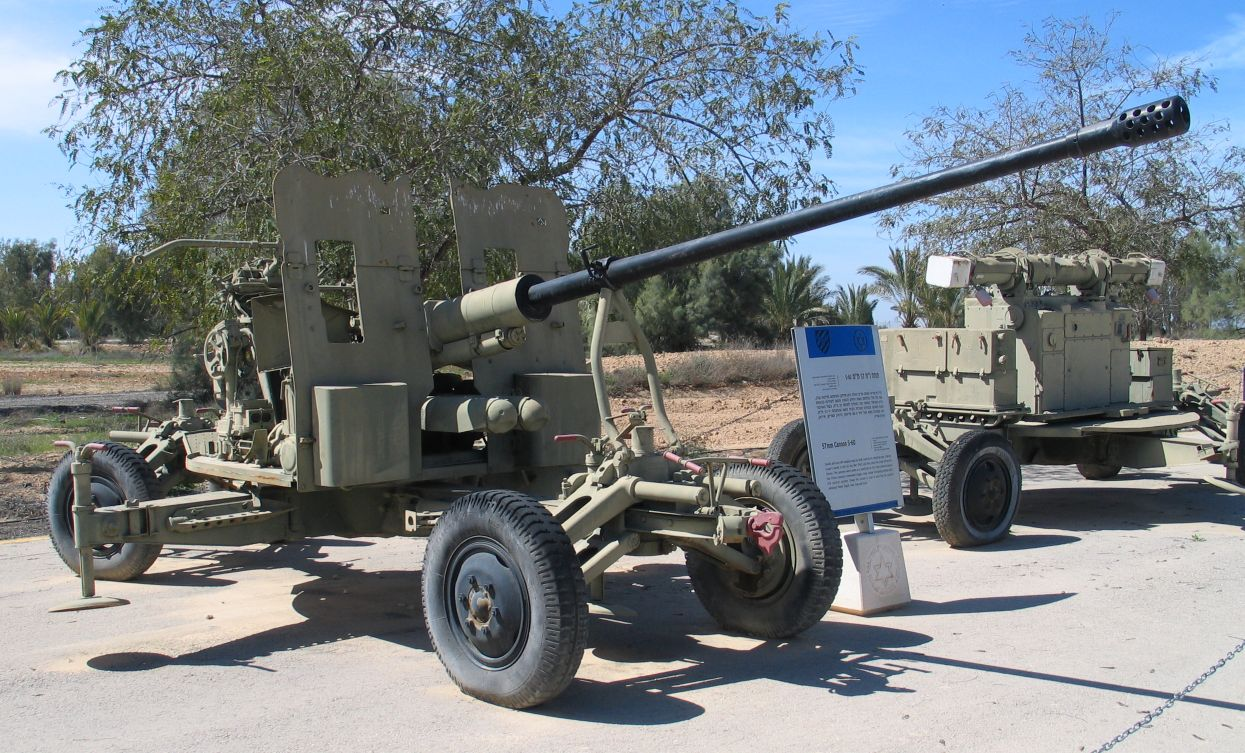
S-60 – armata pułku

- plutony: remontowy, zaopatrzenia, medyczny

### Razem w pułku
- 24 armaty przeciwlotnicze S-60 kalibru 57 mm
- RSWP[2] "Jawor"
- RSA[3]-SON-9A
- 4 WD[4] Rekin-1
- 1 WD Rekin-2